# Distrito de Ajka
El distrito de Ajka (húngaro: Ajkai járás) es un distrito húngaro perteneciente al condado de Veszprém.
En 2013 su población era de 39 154 habitantes. Su capital es Ajka.

## Municipios
El distrito tiene una ciudad (en negrita) y 10 pueblos.
Ciudad
- Ajka

Pueblos
- Csehbánya
- Farkasgyepű
- Halimba
- Kislőd
- Magyarpolány
- Nyirád
- Öcs
- Szőc
- Úrkút
- Városlőd